# 포에버 엠버
포에버 엠버(Forever Amber)는 미국에서 제작된 오토 프레밍거 감독의 1947년 영화이다. 린다 다넬 등이 주연으로 출연하였고 윌리암 펄버그 등이 제작에 참여하였다.

## 출연

### 주연
- 린다 다넬
- 코넬 와일드
- 리차드 그린

### 조연
- 조지 샌더스
- 글렌 랭갠
- 리처드 헤이든
- 제시카 탠디
- 앤 리비어
- 존 러셀
- 로버트 쿠트
- 리오 G. 캐럴
- 마가렛 위컬리
- 엘머 크루거
- 에드먼드 브레온
- 앨런 네이피어

## 제작진
- 미술: 라일 R. 휠러
- 의상: 린 허버트